# Dosinia adami
Dosinia adami is een tweekleppigensoort uit de familie van de Veneridae. De wetenschappelijke naam van de soort is voor het eerst geldig gepubliceerd in 1955 door Nicklès.